# Manfred Zeidler (Chemiker)
Manfred Dietrich Zeidler (* 25. September 1935 in Berlin-Lichterfelde; † 14. November 2016 in Vaals) war ein deutscher Chemiker.

## Leben und Wirken
Nach dem Abitur am Wilhelm-Hittorf-Gymnasium in Münster/Westfalen studierte Zeidler an der dortigen Westfälischen Wilhelms-Universität das Fach Chemie. Als Fulbright-Stipendiat ging er 1958 nach Chicago und erlangte 1961 einen Master-of-Science-Abschluss an der DePaul University. 1963 erfolgte die Promotion bei Hermann Gerhard Hertz an der Universität Münster mit dem Thema „Kernmagnetische Relaxationszeitmessungen an diamagnetischen Elektrolytlösungen“. Zeidler beschäftigte sich in dieser Zeit unter anderem mit der Untersuchung des Wassers in der Nähe von inerten Teilchen oder unpolaren Molekülgruppen, also z. B. mit der Mikrodynamik des Wassers bei hydrophoben Effekten. Im Jahre 1966 folgte er als Assistent seinem Doktorvater nach Karlsruhe an die dortige Universität (TH).
In Karlsruhe habilitierte sich Zeidler 1973 in der Arbeitsgruppe um seinen Doktorvater Hertz mit der Arbeit „Untersuchung molekularer Bewegungsvorgänge in Flüssigkeiten durch Kernresonanz und Neutronenspektroskopie“. Insbesondere arbeitete er auf dem Gebiet der Kernmagnetischen Resonanz, speziell ihren Relaxationsprozessen, zu deren Mechanismen er theoretische und experimentelle Untersuchungen durchführte. Durch Forschungen mit Neutronenstreuung am neu errichteten Hochflussreaktor in Grenoble wurden neue Angaben zu Molekülorientierungen in der flüssigen Phase möglich. 1973 bis 1978 war er als Dozent in Karlsruhe am Institut für Physikalische Chemie und Elektrochemie der Universität tätig.
Von 1978 bis 1980 kehrte er als Lehrstuhlvertreter für Werner Müller-Warmuth nach Münster zurück. 1979 wurde Zeidler mit dem Carl-Duisberg-Gedächtnispreis ausgezeichnet, ein Jahr darauf erfolgte die Berufung an den C4-Lehrstuhl für Physikalische Chemie der RWTH Aachen. Dort war er ab 1998 Dekan der Fakultät für Mathematik, Informatik und Naturwissenschaften. Nach seiner Emeritierung im September 2000 beschäftigte sich Manfred Zeidler auch eingehend mit der Geschichte des Fachgebietes „Physikalische Chemie“ in Deutschland und veröffentlichte im Jahre 2008 einen Überblick über deren historische Entwicklung.
Manfred Zeidler veröffentlichte etwa 110 wissenschaftliche Publikationen. Zwei seiner Schüler sind die deutschen Physikochemiker Ralf Ludwig und Edme H. Hardy.